# Buda György (műfordító)
Buda György (Hutthurm, 1945–) magyarból németre fordító műfordító, lektor, törvényszéki tolmács.

## Élete
1945-ben született a bajorországi Hutthurmban. Iskoláit Magyarországon, Ausztriában és Németországban végezte. Geológiából és fordítástudományból diplomázott.

## Műfordításai

### Próza
- Kertész Imre (Kaddisch für ein nicht geborenes Kind (Rowohlt, 1992, mit Kristin Schwamm) )
- Póda Erzsébet (Sieben Märchen aus dem Märchenland (Talentum Verlag, Budapest) )
- Kertész Imre (Die Panne: Der Holocaust als Kultur (in: Jean Améry, Hg. Stephan Steiner, Nexus 21 und in: Eine Gedankenlänge Stille..., Rowohlt 1999)
- Kertész Imre (Fiasko (Rowohlt, 1999, mit Agnes Relle) )
- Lakatos Menyhért (Märchen der langen Nächte (1999, Wieser))
- Láng Zsolt  (Strichmännchens Leben ( Mentor 1999) )
- Parti Nagy Lajos (Mausoleum, Drama (in: Neue Theaterstücke aus Ungarn, Hg.: M. Szilágyi, Ungarisches Theatermuseum- und Institut, 1999))
- Esterházy Péter (1 Buch. Das Schimpfgenie (in: Wahlbekanntschaften, Zsolnay, Wien 1999)
- Kertész Imre (Der Spurensucher (in: Die Englische Flagge, Rowohlt 1999))
- Krasznahorkai László (Allein der Sternenhimmel; und: Verwüstung und Schwermut unter dem Himmel (literarische Reiseberichte) Lettre Internationale, 1998, 2003)
- Méhes Károly (Zwei Bärte/Von der Erhaltung der Materie (Verlag: Wieser, 2002)
- Tolnai Ottó (Ich kritzelte das Akazienwäldchen ... (Ottó Tolnai, edition per procura, wien . lana, 2002); a Teatro Caprile 2006-ban be is mutatta)
- Parti Nagy Lajos és Méhes Károly (Beschreibung Mattersburgs (Lajos Parti Nagy) und Der holländische Schispringer (Károly Méhes); beide in: Mattersburg Literarische Stadtbilder; Hg.: Barbara Tobler, Verlag publication PN°1 Bibliothek der Provinz, 2002)
- Tolnai Ottó (Der Globus (abrasch 03, edition per procura, wien . lana, 2003)
- Parti Nagy Lajos (Seidenfabrik, Sehnenzucker, Wild, in: Top 22, Edition Aramo, 2003/2004))
- Forgách András (Top 22, in: Top 22, Edition Aramo, 2003/2004))
- Móricz Zsigmond (Bekenntnis über das Schreiben, in: Transkarpatien, Wieser, 2004)
- Krúdy Gyula (Der Sohn der Theiß, in: Transkarpatien, Wieser, 2004)
- Tolnai Ottó ( Eine Postkarte an Don Dukay, DAAD Berlin, 2005)
- Méhes Károly (Eine andere Mutter, ein anderer Vater, Top 22/II, Edition Aramo, 2005)
- Esterházy Péter (Vorwort zu Greisengemurmel von Gregor von Rezzori, Berliner Taschenbuchverlag, 2005)
- Esterházy Péter (Laßt uns gemeinsam reich werden oder Wozu Manager in dürftigen Zeiten, Kammerspiele München 2005)
- Esterházy Péter (Eröffnungsrede Frankfurter Literaturhaus)
- Esterházy Péter (Deutschlandreise in: Süddeutsche Zeitung, 2005)
- Esterházy Péter (Marginalien für: Einführung in die schöne Literatur, Berlin Verlag 2006)
- Grecsó Krisztián (Gott zum Gruße (az Isten hozott című regényből, Magvetö 2005))
- Esterházy Péter (Deutschlandreise im Strafraum, Berlin Verlag 2006)
- Dragomán György (Das Ende der Welt (A fehér király című regényéből, Akademie der Künste Berlin 2006)
- Karinthy Ferenc (Das goldene Zeitalter (SchirmerGraf München 2006))
- Esterházy Péter (Rubens und die nichteuklidischen Weiber /Vier Theatertexte/, Berlin Verlag 2006)
- Tóth Krisztina (Straße der Ameisen (Europäisches Festival des Debütromans 2006, Literaturhaus Schleswig-Holstein 2006)
- Somogyis László (Der verlorene Schlüssel /Ein Buch des Lebens nach dem Überleben/ (Hg. Heidi Behn, Gemeinsames Projekt, Publish Pool 2006))

### Líra
- Gedichte in der Anthologie: Lesebuch der ungarischen Avantgardeliteratur, Hg. P. Deréky, Böhlau 1996
- Gedichte in der Anthologie: EinLeseBuch, Hg. J. Wernitzer, Budapest 1998
- Gedichte von Zsuzsa Rakovszky, Vortrag im März 01 (Österreichische Gesellschaft für Literatur in Wien)
- Diverses in den Anthologien: Sommer, Graz (Wieser Verlag, 2001, 2002 und in Zeitschriften
- Legenda, változatlan (von Éva Petrőczi: Fekete Sas, Budapest, 2001.)
- Sturzlicht, Lyrik von Ferenc Szijj, (mit Andrea Seidler), Droschl, 2005
- Lyrik von Ottó Tolnai, in Anachronia 7, Hamburg, 2005
- Gedichte von Zsófia Balla, auf lyrikline.org 2005

## Díjak
- Übersetzerpreis der Stadt Wien 1993, 1997;
- Übersetzerprämie des Bundeskanzleramtes für literarisches Übersetzen 2001,
- Preis des Bundeskanzleramtes für literarisches Übersetzen 2006.